# 歐比王·肯諾比 (電視劇)
《歐比王·肯諾比》是一部美國科幻網路迷你影集，改編自《星際大戰》系列中的同名角色，與星際大戰系列電影處於同一架空世界和共同世界，時間背景設定於2005年上映的電影《星際大戰三部曲：西斯大帝的復仇》中事件的10年後。影集由盧卡斯影業製作，喬比·哈諾德擔當節目統籌，黛博拉·周擔當導演。
伊旺·麥奎格回歸出演標題角色歐比王·肯諾比，同時擔當執行製片人，他此前在星際大戰前傳三部曲和其他多個《星際大戰》項目中飾演過該角色。海登·克里斯坦森回歸出演達斯·維達。喬爾·埃哲頓和邦妮·派西分別回歸出演路克·天行者的叔叔歐文·拉爾斯和嬸嬸貝魯·白日·拉爾斯，兩人曾在前傳三部曲中出演相應角色。主演還包括摩西·英格拉姆、印第拉·巴瑪、魯伯特·佛列德和姜成鎬。該影集原計劃開發為星際大戰外傳電影，史蒂芬·戴爾卓擔當導演，霍辛·阿米尼擔當編劇，由於2018年電影《星際大戰外傳：韓索羅》的票房失利而告停。2019年8月，盧卡斯影業在D23博覽會上正式宣布開發影集，伊旺·麥奎格確定回歸出演歐比王·肯諾比。9月，黛博拉·周確定執導影集。盧卡斯影業原計劃於2020年7月開啟製作。2020年1月，由於製作人凱斯琳·甘迺迪對劇本不滿意，影集暫停製作。2020年4月，盧卡斯影業聘請喬比·哈諾德重寫劇本。2021年3月，盧卡斯影業公布演員名單。影集於2021年5月在洛杉磯開機拍攝，9月殺青。
《歐比王·肯諾比》於2022年5月27日在Disney+播出前兩集，此後每週播出一集，並於2022年6月22日完結，共6集。

## 劇情
故事的時間背景設定於2005年的電影《星際大戰三部曲：西斯大帝的復仇》中事件發生的10年後，1977年電影《星際大戰四部曲：曙光乍現》中事件發生的9年前。在此期間，歐比王·肯諾比逃亡至塔圖因星球，照顧路克·天行者的同時，为了帮助老朋友贝尔·奥加纳公爵，从銀河帝國手中營救被綁架的莱娅·奥加纳，踏上「歡鬧的冒險之旅」。

## 演員與角色
- 伊旺·麥奎格 飾 歐比王·肯諾比

在複製人之戰的第66號密令中倖存的絕地大師，逃亡至塔圖因星球照顧路克·天行者。伊旺·麥奎格很興奮能夠出演這個影集版本的歐比王·肯諾比，因為該角色在影集中更接近亞歷·堅尼斯在正傳三部曲中出演的形象，而非伊旺·麥奎格自己在前傳三部曲中出演的年輕版本。
- 海登·克里斯坦森 飾 達斯·維達（Darth Vader）

曾是絕地武士安納金·天行者，歐比王的徒弟兼搭檔，最終墜入原力的黑暗面成為西斯領主達斯·維達。
- 艾登·巴頓（英语：Aidan Barton）饰莉亚·欧嘉纳（Princess Leia）

安納金·天行者的女儿，出生后就被奥徳朗星球参议员贝尔·欧嘉纳公爵和布蕾哈·欧嘉纳女王夫妇收养，多年来一直生活在奥德朗星球，并跟着养父母的脚步长大。因三师姐想要抓捕歐比王·肯諾比，于是在奥德朗星球绑架了莉亚·欧嘉纳，以引诱歐比王。
- 喬爾·埃哲頓 飾 歐文·拉爾斯（Owen Lars）

路克·天行者的叔叔，塔圖因星球的濕氣農民。
- 邦妮·派西（英语：Bonnie Piesse） 飾 貝魯·白日·拉爾斯（Beru Whitesun Lars）

歐文的妻子，路克·天行者的嬸嬸，塔圖因星球的濕氣農民。
- 摩西·英格拉姆（英语：Moses Ingram） 飾 瑞瓦·塞萬德/審判官三師姐（Reva Sevander/ Third Sister）

殘酷、富有野心的審判官，與帝國審判官以及達斯·維達有著共同的目標。
- 印第拉·巴瑪 飾 銀河帝國軍官[8]

- 魯伯特·佛列德 飾 帝國審判官（英语：Grand Inquisitor (Star Wars)）

銀河帝國最高級別的審判官，該角色曾於動畫《星際大戰：反抗軍起義》中登場。
- 姜成鎬 飾 銀河帝國的審判官/審判官五師弟[9]

力量型的審判官，該角色曾於動畫《星際大戰：反抗軍起義》中與Seventh Sister和Eighth Brother一起登場。
此外，庫梅爾·南賈尼、小歐席亞·傑克森、席夢娜·凱瑟爾、班尼·沙夫戴、瑪雅·埃斯金以及羅里·羅斯（Rory Ross）出演未公布角色。格蘭特·費利（Grant Feely）飾演幼年時期的路克·天行者。

## 集數
| 集數 | 標題     | 譯名  | 導演      | 編劇                                                                                                  | 上線日期      |
| --- | -------- | ----- | --------- | --- | ------------- |
| 1 | Part I   | 第1部 | 黛博拉·周 | 劇本創作 ：史都華·比提和霍辛·阿米尼 故事構思 ：喬比·哈諾德、史都華·比提和霍辛·阿米尼                  | 2022年5月27日 |
| 在發生了導致絕地組織幾乎全滅的「第66號密令」事件十年後，前絕地大師歐比旺·克諾比隱居在塔圖因的一個山洞裡，化名“本”在一家肉類加工廠工作。並在路克·天行者一起生活的繼父母歐文和貝魯·拉斯不情願下繼續照顧年輕的盧克，即他前徒弟的阿納金·天行者的兒子。此時的歐比王不僅失去了與原力的聯繫而斷絕了和已故導師魁剛·金的原力交流，更一直深受自身過去的噩夢所困擾。而審判官五師弟和瑞瓦·塞萬德在帝國審判官的帶領下，在塔圖因找到了一個名叫納瑞(Nari)的絕地武士。嘗試處決納瑞的瑞瓦卻不慎在當地引發了騷動導致他逃脫。帝國審判官不滿她行事過於魯莽且一直痴迷於尋找被廣泛認為已死的歐比王，並命令她停止關注歐比王。但野心不滅的瑞瓦暗中僱傭了賞金獵人 Vect Nokru 和他的幫派從奧德蘭綁架了莉亞·歐嘉納公主來引誘歐比旺。歐比旺拒絕了試圖尋求其援助的納瑞，後來納瑞也無法逃脫被裁判官處決的命運。與此同時，在莉亞的養父貝爾·奧加納（Bail Organa）拜訪他的家後，歐比旺同意營救莉亞。 |          |       |           | |               |
| 2 | Part II  | 第2部 | 黛博拉·周 | 劇本創作 ：史都華·比提和霍辛·阿米尼 故事構思 ：喬比·哈諾德                                            | 2022年5月27日 |
| 在追踪綁匪前往黛玉(Daiyu)星後，歐比旺遇到了偽裝成絕地武士的騙子哈賈·埃斯特里(Haja Estree)。哈賈將歐比旺帶到莉亞所在的位置，在那裡歐比旺擊敗了綁匪並營救了她。帝國審判官得知他們的存在並封鎖了這座城市。但不顧命令的瑞瓦對歐比旺下達了新的賞金，導致城市周圍的僱傭兵也傾巢出動追殺他和莉亞。當莉亞意識到他們在追捕歐比旺時，她失去了對他的信任並獨自逃脫。與試圖殺死他們的僱傭兵一起逃到屋頂，莉亞在樓頂逃避的時候不慎墮下，但略為恢復原力感應的歐比旺及時救了莉亞而再度獲得她的信任。哈賈找到了他們並將他們帶到一個無人看守的貨港協助他們逃出生天，但利用原力追蹤的瑞瓦成功截停了他們。瑞瓦向歐比旺透露被他以為已死的阿納金·天行者仍然以黑武士的身份活著。然而帝國審判官親自前來逮捕歐比旺，但瑞瓦用她的光劍刺傷了帝國審判官，無意中讓歐比旺和莉亞再度逃脫。在其他地方，似乎感應到什麼的黑武士在一個巴克塔治療艙中醒來。 |          |       |           | |               |
| 3 | Part III | 第3部 | 黛博拉·周 | 喬比·哈諾德＆漢娜·弗里德曼、霍辛·阿米尼和史都華·比提                                                  | 2022年6月1日  |
| 在穆斯塔法(Mustafar)要塞中，維達指示瑞瓦找到歐比旺，並承諾如果她成功了，就將她提升為帝國審判官。歐比旺和莉亞的運輸機降落在採礦星球馬普佐(mining planet Mapuzo)，他們前往哈賈提供的會合點但沒有發現他的行蹤，二人只好乘坐帝國交通工具卻不慎暴露身份，帝國軍隊被派去抓捕他們，但他們得到了作為隱藏被帝國追捕的異見者和不法分子的地下組織「方向(Path)」的秘密成員：帝國軍官塔拉·杜里斯(Tala Durith)的幫助。她護送他們到一個秘密的地下通道，但在他們離開之前，維達和審判官到達並開始傷害無辜的旁觀者以引誘歐比旺。歐比旺在暴露自己吸引註意以幫助莉亞和塔拉兩人率先逃脫。歐比旺最後遭到維達制服，並用原力鎖喉以及熱礦石折磨歐比旺，讓其承受當初將他棄之不顧的火燒之苦。塔拉分散注意力以拯救歐比旺，但莉亞仍遭到瑞瓦活捉。 |          |       |           | |               |
| 4 | Part IV  | 第4部 | 黛博拉·周 | 喬比·哈諾德＆漢娜·弗里德曼                                                                            | 2022年6月8日  |
| 在馬普佐勉強逃脫黑武士的追捕後，歐比旺和塔拉抵達賈比姆(Jabiim)的「方向」組織設施。 與此同時，莉亞被關押在位於努爾星(Nur)的審判官的據點總部——審判官要塞，現在正在接受瑞瓦審問有關「方向」組織的詳細信息。歐比旺和塔拉計劃潛入要塞營救莉亞。但在潛入當中發現了一個戰利品庫，裡面裝滿了已被處決卻保全完好的絕地武士屍體，其中包括某名絕地幼徒。 儘管兩人成功營救了莉亞，但塔拉卻因舉動不尋常最終被揭穿並暴露所有人的行蹤；他們最終在「方向」組織指揮官考蘭·羅肯(Kawlan Roken)和他的游擊隊的幫助下逃脫。黑武士對這事件的爆發十分憤怒，更準備處決在事件中嚴重失職的瑞瓦，但得知瑞瓦暗中在莉亞的機械寵物蘿拉(Lola)身上安裝了一個追踪器，確保莉亞的一舉一動都在掌握後暫且饒其不死。 |          |       |           | |               |
| 5 | Part V   | 第5部 | 黛博拉·周 | 喬比·哈諾德＆安德魯·史坦頓                                                                            | 2022年6月15日 |
| 藉著在蘿拉內部的追踪器，黑武士成功追蹤到通往賈比姆的「方向」組織網絡。他將瑞瓦提升為帝國審判官並命令其直接進攻賈比姆，但進攻中的黑武士亦不時被他在克隆人戰爭前與歐比旺一起接受的光劍訓練的回憶纏繞，瑞瓦帶領部隊圍攻「方向」組織設施同時封鎖了所有出入口。為了拖延時間，歐比旺與瑞瓦談判並推斷她知道黑武士的真實身份，因為曾為絕地幼徒的她親眼見證了安納金在科洛桑的絕地聖殿將所有絕地武士以及幼徒斬盡殺絕的慘狀，也害死了同為絕地幼徒的唯一親人。瑞瓦透露她投靠黑暗面的目的就是為了獲得黑武士青睞的機會再將其處決來報仇。隨後該設施被攻破，塔拉犧牲自己來拯救歐比旺。但他也意識到他們無法獲勝，歐比旺投降並被押送到瑞瓦面前。在那裡，歐比旺暗中說服瑞瓦用他交差而獲得面對面接觸黑武士的機會時將其暗殺的計劃。與此同時，莉亞在移除了蘿拉的追踪器後打開了門，讓「方向」組織在黑武士圍攻設施之前逃脫。瑞瓦利用這個機會試圖殺死黑武士，但遭到黑武士用實力的絕望差距重創。黑武士更透露對瑞瓦的目的從一開始就瞭如指掌後將其拋棄，原來的帝國審判官暗用黑暗原力自我治療後奪回了官位。隨著「方向」組織的逃脫，勉強存活下來的瑞瓦在歐比旺的發射器上發現了貝奧·歐嘉納的信息，揭示了盧克在塔圖因的位置。 |          |       |           | |               |
| 6 | Part VI  | 第6部 | 黛博拉·周 | 劇本創作 ：史都華·比提和喬比·哈諾德＆安德魯·史坦頓 故事構思 ：喬比·哈諾德＆安德魯·史坦頓和霍辛·阿米尼 | 2022年6月22日 |
| 瑞瓦來到塔圖因嘗試追捕盧克，而黑武士和帝國則在追尋「方向」組織。歐比旺為了幫助「方向」眾人爭取逃脫時間而在附近的星球上獨自面對黑武士。在一場激烈的決鬥之後，徹底恢復原力感應的歐比旺通過損壞黑武士的頭盔和呼吸裝置成功擊敗他。歐比旺意識到面前的安納金已被黑武士的黑暗人格徹底支配，痛心的歐比旺從此徹底斬斷過去並離開。與此同時，瑞瓦闖進盧克的家制服了歐文和貝魯，將盧克追捕到沙漠中，準備痛下殺手的她忽然發現自己的舉動和安納金當年的暴行別無二致，最終將他送回了家人身邊。歐比旺祝賀她克服了過去的創傷並將自己從黑暗面中解放出來。在穆斯塔法要塞，黑武士面對師父白卜庭因其過於魯莽的行動而質疑他的動機和忠誠度，被治癒的黑武士只能暫時放棄了對歐比旺的追殺。回到奧德朗，莉亞在她作為公主的職責中找到了新的目標。歐比旺拜訪了他們，確認他會在需要時幫助歐嘉納家族，並向莉亞告別。回到塔圖因後，他同意讓盧克過上正常的生活而解決了與歐文的衝突，並向這個男孩打招呼作再會前的道別，自從找回內心的平靜後，他終於能夠與魁剛·金的絕地英靈交談，然後在塔圖因的雙日出的見證下進入沙漠做好準備。                                                                                                   |          |       |           | |               |

## 製作

### 背景
2013年2月，迪士尼首席執行長羅伯特·艾格宣布開發數部《星際大戰》衍生獨立電影。2016年8月，在《好萊塢報導》發布的關於衍生電影主角的民意調查中，歐比王·肯諾比這個角色獲得壓倒性領先票數。2017年8月，史蒂芬·戴爾卓與盧卡斯影業進入商談階段，有意執導以歐比王·肯諾比為主要角色的電影。在星際大戰前傳三部曲中出演該角色的伊旺·麥奎格尚未確定是否參演電影。戴爾卓邀請霍辛·阿米尼為電影撰寫劇本，2017年底，霍辛·阿米尼確定擔當電影編劇。
2018年5月，報道稱電影片名為《星際大戰外傳：肯諾比》，影片的故事發生時間設定在《星際大戰三部曲：西斯大帝的復仇》的數年之後，主線劇情講述塔斯肯襲擊者與塔圖因星球的居民發生衝突，歐比王·肯諾比在動亂中保護年幼的路克·天行者。英國前外交及國協事務大臣鮑里斯·強森透露，盧卡斯影業計劃在北愛爾蘭進行拍攝作業，工作標題為約書亞樹（Joshua Tree）。《冰與火之歌：權力遊戲》第八季於2018年後期拍攝結束之後，影片計劃於2019年初在貝爾法斯特的開機拍攝。隨後，由於2018年電影《星際大戰外傳：韓索羅》的票房失利，迪士尼宣布取消製作包括歐比王·肯諾比在內的《星際大戰》衍生電影，將製作重心轉移至Disney+電視劇《曼達洛人》。2018年8月，伊旺·麥奎格稱數年來他多次被問到關於歐比王·肯諾比的衍生影視作品問題，他樂於繼續出演該角色，對繼續探索亞歷·堅尼斯在正傳三部曲中出演該角色的時期感興趣。

### 開發
2019年8月15日，報道稱迪士尼正在為串流媒體平台Disney+開發以歐比王·肯諾比為主角的影集，伊旺·麥奎格正為回歸出演該角色與迪士尼商談。同月，盧卡斯影業總裁凱斯琳·甘迺迪在D23博覽會上正式宣布開發影集，伊旺·麥奎格確定回歸出演標題角色，計劃將影集的時間背景設定於2005年上映的電影《星際大戰三部曲：西斯大帝的復仇》中事件發生的8年後。影集原計劃2020年7月開機拍攝。該迷你影集共有6集，霍辛·阿米尼撰寫劇本。伊旺·麥奎格此時向媒體透露自己已經於四年前參與該項目的開發製作。9月，凱斯琳·甘迺迪宣布由黛博拉·周執導影集，甘迺迪稱因她在Disney+電視劇《曼達洛人》中的工作表現而被選為該劇的導演，黛博拉此前曾執導《曼達洛人》第一季第三集〈第三章：罪〉和第七集〈第七章：清算〉。黛博拉認為在拍攝《曼達洛人》時向執行製作人強·法夫洛和戴夫·費羅尼學習的經驗可用於《歐比王·肯諾比》影集的拍攝製作。
2020年1月，影集於英國倫敦的松林製片廠開啟前期製作，伊旺·麥奎格及其他演員完成試鏡。同月月底，報道稱由於製作問題，該項目被擱置，工作人員離開拍攝地。凱斯琳·甘迺迪隨後透露原因是她對劇本不滿意，報道稱劇本中歐比王·肯諾比和路克·天行者之間的關係類似於《曼達洛人》中男主角曼達洛人與「孩子」格羅古的關係。盧卡斯影業開始為影集尋找新編劇重寫劇本，黛博拉·周仍然留任擔當導演。如果順利完成劇本，盧卡斯影業計劃於2020年中期重新開啟前期製作。《好萊塢報導》稱影集從6集減少至4集，伊旺·麥奎格否認這個說法，他表示在2019年電影《星際大戰九部曲：天行者的崛起》上映之後，盧卡斯影業決定花費更多時間為影集打磨劇本，開拍日期推遲至2021年1月。
2020年4月，喬比·哈諾德接替阿米尼成為影集編劇。10月，因應2019冠狀病毒病疫情，拍攝日期再次推遲至2021年3月。12月10日，凱斯琳·甘迺迪在迪士尼投資人會議上公布影集的正式片名為《歐比王·肯諾比》，黛博拉·周擔當導演。2021年2月，伊旺·麥奎格澄清影集將在洛杉磯拍攝，而非此前媒體報道的倫敦和英格蘭波士頓。影集的執行製作人包括凱斯琳·甘迺迪、蜜雪兒·雷伊萬、黛博拉·周、伊旺·麥奎格和喬比·哈諾德。影集共6集，喬比·哈諾德擔當編劇。

### 選角
2019年8月，隨著凱斯琳·甘迺迪在迪士尼D23博覽會上正式宣布開發影集，伊旺·麥奎格確定回歸出演標題角色歐比王·肯諾比，麥奎格此前在前傳三部曲中出演年輕時期的歐比王·肯諾比。2020年12月，凱斯琳·甘迺迪宣布海登·克里斯坦森回歸出演達斯·維達，克里斯坦森此前在前傳三部曲中出演安納金·天行者，該角色最終墜入原力的黑暗面成為西斯領主達斯·維達。2021年3月，摩西·英格拉姆、庫梅爾·南賈尼、印第拉·巴瑪、魯伯特·佛列德、小歐席亞·傑克森、姜成鎬、席夢娜·凱瑟爾和班尼·沙夫戴確定參演影集。喬爾·埃哲頓和邦妮·派西分別回歸出演路克·天行者的叔叔歐文·拉爾斯和嬸嬸貝魯·白日·拉爾斯，兩人曾在前傳三部曲中出演相應角色。《娛樂週刊》稱摩希絲·英格拉出演的角色是影集中的「重要角色」。4月，瑪雅·埃斯金確定出演常設角色，該角色至少出現於三集之中。

### 拍攝
主體拍攝於2021年4月在洛杉磯開機，工作標題為「朝聖者」（Pilgrim）。黛博拉·周擔當導演。2021年5月11日，主演伊旺·麥奎格證實影集已經開機拍攝。丁正勳擔當攝影指導。影集拍攝時採用與《曼達洛人》同樣的視訊牆技術。伊旺·麥奎格在洛杉磯的《曼達洛人》片場完成服裝試鏡，他表示相比於此前拍攝前傳三部曲時使用的綠幕或藍幕技術，更享受在技術支持下工作。

## 發行
《歐比王·肯諾比》原計劃於2022年5月25日在Disney+首播（5月25日是《星際大戰四部曲：曙光乍現》1977年的上映日期，也是歐比王·肯諾比初次登场的日期）。2022年3月31日，Disney+推遲至2022年5月27日播出前兩集，此後每週播出一集，6月22日完結，共6集。

## 資料來源
1. 在黑暗與挫敗間，希望將會存留。觀賞最新的 #歐比王肯諾比 預告……. Disney+於Facebook. 2022-03-10 [2022-03-26] （繁體中文）.
2. 「黑暗與挫敗之間…存在希望。」全新星球大戰原創劇集《歐比王肯諾比》（Obi-Wan Kenobi）將於5月獨家登陸Disney+……. Disney+於Facebook. 2022-03-10 [2022-03-26] （繁體中文）.
3. 1 2 3 4 5  . StarWars.com. 2020-12-10  [2020-12-16]. （原始内容存档于2020-12-10） （美国英语）.
4. 1 2 3  Bonomolo, Cameron. . ComicBook.com. 2020-12-11  [2021-01-03]. （原始内容存档于2020-12-11） （美国英语）.
5. 1 2 3  . StarWars.com. 2019-08-23  [2019-08-24]. （原始内容存档于2019-08-24） （美国英语）.
6. ↑  Davis, Brandon. . ComicBook.com. 2019-10-28  [2021-01-03]. （原始内容存档于2020-06-29） （美国英语）.
7. 1 2 3  Romano, Nick. . Entertainment Weekly. 2021-03-29  [2021-03-29]. （原始内容存档于2021-03-29） （美国英语）.
8. 1 2 3  Sharf, Zack. . Variety. 2022-03-09  [2022-03-12]. （原始内容存档于2022-03-10） （美国英语）.
9. 1 2  Saavedra, John. . Den of Geek. 2022-03-09  [2022-03-12]. （原始内容存档于2022-03-10） （美国英语）.
10. 1 2 3 4 5  Otterson, Joe. . Variety. 2021-03-29  [2021-03-29]. （原始内容存档于2021-03-29） （美国英语）.
11. 1 2  Wiseman, Andrea. . Deadline Hollywood. 2021-04-22  [2021-04-22]. （原始内容存档于2021-04-22） （美国英语）.
12. ↑  Mathai, Jeremy. . /Film. 2022-01-26  [2022-01-26]. （原始内容存档于2022-01-26） （美国英语）.
13. ↑  Kit, Borys; Couch, Aaron. . The Hollywood Reporter. 2022-03-14  [2022-03-14]. （原始内容存档于2022-03-14） （美国英语）.
14. 1 2 3  Abramovitch, Seth. . The Hollywood Reporter. 2021-04-28  [2021-04-28]. （原始内容存档于2021-04-28） （美国英语）.
15. ↑  . Writers Guild of America West.   [2022-03-25]. （原始内容存档于2022-04-01） （美国英语）.
16. 1 2  Goslin, Austen. . Polygon. 2022-03-31  [2022-03-31]. （原始内容存档于2022-03-31） （美国英语）.
17. ↑  Breznican, Anthony. . Entertainment Weekly. 2013-02-06  [2020-12-19]. （原始内容存档于2020-12-15） （美国英语）.
18. ↑  Couch, Aaron; McMillan, Graeme. . The Hollywood Reporter. 2016-08-26  [2017-11-10]. （原始内容存档于2018-01-23） （美国英语）.
19. ↑  Kit, Borys. . The Hollywood Reporter. 2017-08-17  [2017-08-18]. （原始内容存档于2017-08-18） （美国英语）.
20. 1 2 3  Slavin, Michael. . Discussing Film. 2019-11-07  [2019-11-08]. （原始内容存档于2019-11-08） （美国英语）.
21. 1 2  . TMZ. 2018-05-17  [2019-01-01]. （原始内容存档于2020-09-10） （美国英语）.
22. ↑  Jirak, Jamie. . ComicBook.com. 2018-11-24  [2018-11-25]. （原始内容存档于2018-11-25） （美国英语）.
23. ↑  . Belfast Telegraph. 2018-02-12  [2018-02-13]. （原始内容存档于2018-02-12） （美国英语）.
24. 1 2  Kit, Borys. . The Hollywood Reporter. 2019-08-15  [2019-08-24]. （原始内容存档于2019-11-06） （美国英语）.
25. ↑  Kitchener, Shaun. . Daily Express. 2018-08-03  [2018-08-24]. （原始内容存档于2018-08-17） （美国英语）.
26. ↑  Thorne, Will. . Variety. 2019-08-23  [2019-08-24]. （原始内容存档于2019-10-24） （美国英语）.
27. ↑  Rapkin, Mickey. . Men's Journal. 2019-10-24  [2019-10-24]. （原始内容存档于2020-01-09） （美国英语）.
28. ↑  . StarWars.com. 2019-09-27  [2021-01-03]. （原始内容存档于2019-09-27） （美国英语）.
29. ↑  Itzkoff, Dave. . The New York Times. 2019-11-22  [2021-01-03]. （原始内容存档于2019-11-23） （美国英语）.
30. 1 2 3  Chitwood, Adam. . Collider. 2020-01-23  [2020-01-23]. （原始内容存档于2020-01-24） （美国英语）.
31. 1 2 3 4  Kit, Borys. . The Hollywood Reporter. 2020-01-23  [2020-01-23]. （原始内容存档于2020-01-24） （美国英语）.
32. ↑  Bankhurst, Adam. . IGN. 2020-01-24  [2021-01-03]. （原始内容存档于2020-01-24） （美国英语）.
33. ↑  Otterson, Joe. . Variety. 2020-04-02  [2020-04-02]. （原始内容存档于2020-04-02） （美国英语）.
34. ↑  Haring, Bruce. . Deadline Hollywood. 2020-10-10  [2020-10-11]. （原始内容存档于2020-10-11） （美国英语）.
35. 1 2  Pearson, Ben. . /Film. 2021-02-02  [2021-02-03]. （原始内容存档于2021-02-03） （美国英语）.
36. ↑  Film & Television Industry Alliance. . ProductionList.com. 2020-12-05  [2021-01-03]. （原始内容存档于2021-01-03） （美国英语）.
37. ↑  Aguilar, Matthew. . ComicBook.com. 2019-02-27  [2021-01-03]. （原始内容存档于2020-05-09） （美国英语）.
38. ↑  Dumaraog, Ana. . Screen Rant. 2021-05-11. （原始内容存档于2021-05-12） （美国英语）.
39. ↑  . StarWars.com. 2021-05-19  [2021-06-03]. （原始内容存档于2021-05-19） （美国英语）.
40. 1 2  Bui, Hoai-Tran. . /Film. 2020-06-17  [2020-06-18]. （原始内容存档于2020-06-18） （美国英语）.
41. ↑  Lane, Carly. . Collider. 2021-06-09  [2021-06-09]. （原始内容存档于2021-06-09） （美国英语）.
42. ↑  Cavanaugh, Patrick. . ComicBook.com. 2020-10-21  [2021-01-03]. （原始内容存档于2020-10-21） （美国英语）.
43. ↑  Maas, Jennifer. . Variety. 2022-02-09  [2022-02-09]. （原始内容存档于2022-02-09） （美国英语）.

## 外部連結
- 互联网电影数据库（IMDb）上《歐比王·肯諾比》的资料（英文）
- Wookieepedia上的相关条目：《歐比王·肯諾比》
- 豆瓣电影上《歐比王·肯諾比》的資料 （简体中文）
- 在Disney+上觀看《歐比王·肯諾比》